# Batallón de Comunicaciones 602
El Batallón de Comunicaciones 602 (B Com 602) es una unidad táctica de comunicaciones del Ejército Argentino con asiento de paz en la Ciudad Autónoma de Buenos Aires y bajo la dependencia orgánica de la Dirección General de Comunicaciones, Informática y Ciberdefensa.

## Reseña
El Batallón de Comunicaciones 602 creado en 1955 modificó en lo sucesivo su organización y denominación hasta fijar su actual denominación en 1985.
En 1982, la Agrupación de Comunicaciones 601 envió seis efectivos al Centro de Comunicaciones Fijo Malvinas.
En 2020 prestó apoyo a la operación de protección civil desplegada por las Fuerzas Armadas de la Nación durante la pandemia de COVID-19 en la Argentina, con las comunicaciones satelitales con todos los comandos de zonas de emergencia bajo responsabilidad del Ejército, a través del Telepuerto Satelital en Campo de Mayo.